# Totaal-effluentbeoordeling
Totaal-effluentbeoordeling (TEB) is een effectgerichte methode om de milieubezwaarlijkheid van effluenten, veelal gezuiverd afvalwater, te bepalen. De methode heeft voordelen ten opzichte van de stofgerichte aanpak waarbij alleen getest wordt op bepaalde gevaarlijke stoffen.
Effluenten kunnen in potentie zeer veel stoffen in het oppervlaktewater brengen, waarvan slechts een aantal bij de stofgerichte aanpak wordt geanalyseerd. Hiernaast zijn de milieueigenschappen van veel stoffen niet bekend en worden de effecten die teweeg worden gebracht door combinaties van stoffen met deze stofgerichte aanpak niet meegenomen. Bij toepassing van TEB ontstaat met een aantal testen een totaalbeeld van de toxiciteit (T), bioaccumulatie (B) en de persistentie van een effluent (P), de zogenaamde PBT-criteria.
In sommige landen, zoals Duitsland en Ierland wordt de parameter toxiciteit al sinds enige tijd als lozingeis toegepast. Per industrietak is bepaald hoeveel toxiciteit het effluent nog mag bevatten, voordat het geloosd wordt in het oppervlaktewater. Voor de bepaling van deze toxiciteit wordt toxiciteitsexperimenten (bio-assays) met verschillende organismen uitgevoerd. Veelgebruikte organismen zijn bacteriën, algen, watervlooien en vissen. In Duitsland is in 2005 de test met volwassen vissen vervangen door een test met viseieren, vanwege de ethische bezwaren die kleven aan testen met volwassen vissen. ook in Nederland staat men negatief tegenover testen met volwassen vissen, mede vanwege de ongevoeligheid van deze test ten opzichte van de andere testorganismen.
In Nederland is recent besloten dat TEB niet als lozingseis in vergunningen in het kader van de Wet verontreiniging oppervlaktewateren (Wvo) zal worden opgenomen, maar wel als instrument gebruikt kan worden in het vergunningentraject. Het ministerie van Verkeer en Waterstaat is opdrachtgever van de ontwikkeling en implementatie van het Nederlandse TEB-instrumentarium, waarbij het Rijksinstituut voor Integraal Zoetwaterbeheer en Afvalwaterbehandeling (RIZA) een belangrijke rol speelt.